# 벨기에 혁명
벨기에 혁명(프랑스어: Révolution belge, 네덜란드어: Belgische Revolutie, 독일어: Belgische Revolution)은 1830년 8월에 발생한 벨기에의 반란으로 벨기에의 네덜란드 연합왕국으로부터의 독립 전쟁을 가리킨다. 국가적 지위뿐만 아니라 로마 가톨릭 국가로서의 독립을 얻기 위한 것이었다.

## 혁명의 원인
벨기에 혁명에는 많은 요인이 존재했다. 주로 네덜란드인의 지배를 받고 있던 프랑스어권 지역인 왈롱의 취급, 가톨릭이 다수인 벨기에와 개신교가 다수인 네덜란드라는 종교적 차이가 있다.
그러나 가장 큰 요인은 정치적, 경제적, 사회 기반 시설 모두에서 네덜란드인에 의한 지배가 이뤄진 것이다. 전통적인 교역에 따른 경제와 초기의 산업 혁명은 현재의 네덜란드, 특히 암스테르담 항이 중심이 되어 있었다. 벨기에는 이러한 경제적 효과를 조금 밖에 받지 못했으며 네덜란드의 지배에 대한 불만을 감추지 못했다. 또한 공업 발전이 늦어진 벨기에에서는 관세에 따른 농산물 보호를 요구했지만 기본적으로 네덜란드는 자유 무역을 하고 있었다. 그래서 빵의 가격은 싸긴 했지만 그 빵은 발트해 지역에서 안트베르펜의 화려한 항구를 통해 수입된 밀로부터 만들어졌기 때문에 벨기에의 곡창 지대의 농업은 불경기에 빠지게 된다.
또한 네덜란드인 다수가 거주하는 주가 네덜란드 연합왕국의 선거에서 뽑힌 하원 의석의 다수를 차지했으며 벨기에인은 자신들의 의견이 제대로 반영하고 있지 않다고 느끼고 있었다. 또한 네덜란드인인 빌럼 1세 국왕이 네덜란드에 살고 있었다는 점, 큰 자치권을 요구하는 벨기에의 요구를 무시했다는 점에서 정치적 억압을 받고 있었다. 또한 벨기에에는 아버지 빌럼 1세보다 진보적인 성향을 가진 빌럼 왕세자(훗날 빌럼 2세)가 살고 있었다. 그는 상류층 사이에서 큰 인기는 있었지만 왈롱의 농민과 노동자에게는 인기가 없었다.
독립 혁명의 다른 요인은 벨기에인의 대부분이 로마 가톨릭 교도인 데 있었다. 이는 네덜란드 국왕의 칼뱅주의와 대립하는 것이었다. 네덜란드에는 많은 로마 가톨릭 교회의 사원이 존재하지만 벨기에인은 순수한 가톨릭 신자가 되고 싶다며 자신들의 정부가 교회와 가톨릭에서 더 높은 역할임을 요구하고 있었다. 어떤 의미에서 벨기에의 독립 혁명은 왈롱에서 주도권을 대체한 프랑스어를 구사하는 상류층, 중산층 왈롱 주민의 혁명이었다.

## 과정
네덜란드 연합왕국의 국왕 빌럼 1세는 반란이 장기화되면 반드시 유럽의 열강이 개입하리라 생각하여 반도 전쟁에서의 종군 경험으로 로마 가톨릭 교회에 대해 관용적인 입장이어서 당시 벨기에에서 인기가 있던 빌럼 왕세자를 파견하여 반란군을 설득하려 했다. 빌럼 왕세자가 반란군에게 많은 양보를 제안했음에도 반란을 가라앉히는데는 실패했다. 1830년 12월 20일 유럽의 열강들은 남네덜란드가 벨기에로 독립하는 것을 승인했다.
1831년 8월 2일부터 8월 12일까지 네덜란드 연합왕국의 국왕 빌럼 1세는 군대를 이끌고 벨기에를 침공하여 신생 벨기에 왕국의 초대 국왕으로 추대된 레오폴 1세의 군대를 무찔렀지만 프랑스의 개입 위협으로 물러날 수밖에 없었다. 1839년 4월 19일 네덜란드 연합왕국을 포함한 유럽의 열강이 런던 조약에 체결되면서 벨기에는 독립 국가로 인정받았다.
그 후로도 벨기에의 독립을 인정하지 않던 네덜란드의 빌럼 1세는 다시 벨기에를 되찾기 위한 전쟁을 벌이려 했으나 네덜란드 국민들조차 이를 지지하지 않고 있다는 사실에 충격을 받았고 1840년 10월 퇴위하게 된다. 벨기에의 독립은 돌이킬 수 없는 사실이 되었고 네덜란드 연합왕국은 종언을 고하게 된다.

## 같이 보기
- 벨기에의 역사